# 雷元亮
雷元亮（1948年—），汉族，中华人民共和国政治人物、第十一届全国政协委员。
加入中国共产党，担任国家广电总局原副局长、党组成员。2008年，当选第十一届全国政协委员，代表文化艺术界，分入第二十八组。并担任提案委员会专委。